# Bill Grundy
William Grundy (* 20. Februar 1923 in Manchester; † 9. Februar 1993), genannt „Bill“, war ein englischer Fernsehmoderator, der unter anderem durch die Thames-Television-Sendung Today führte. Am meisten ist er durch einen chaotischen Auftritt der Sex Pistols in seiner Sendung bekannt, dessen Folge seine Entlassung war.

## Lebenslauf
Grundy wurde in Manchester geboren. Er begann seine Laufbahn als Journalist ebenda und arbeitete fortan bei Granada Television. Am 17. Oktober 1962 war er der erste Fernsehmoderator, der die Beatles ansagte. Er trat in verschiedenen Sendungen wie People and Places oder Man About the House auf. Am meisten Bekanntheit erlangte er allerdings als Moderator der Today-Sendung sowie durch den „Sex-Pistols-Zwischenfall“ 1976.
Sein Sohn Tim Grundy war ebenfalls ein Moderator in Manchester. Er starb am 1. Februar 2009. Sein anderer Sohn Nick Grundy lebt in Frankreich und arbeitet dort als Englischlehrer.

## Der Sex-Pistols-Zwischenfall
Grundy wurde auf eine merkwürdige Art schlagartig berühmt, nämlich durch einen Skandal, als die englische Punkrock-Band Sex Pistols am 1. Dezember 1976 mitsamt ihrer Gefolgschaft in seiner Sendung auftraten. Sie wurden in letzter Sekunde als Vertretung für Queen in die Sendung geholt. Das ganze Geschehen wurde am Nachmittag ausgestrahlt, wo Schimpfworte im englischen Fernsehen verboten sind.
Als Grundy die Band vorstellte, provozierte er sie gleichzeitig in seiner ironischen Art und Weise. Er behauptete: „... die sind ja genauso betrunken wie ich.“ Als Grundy Steve Jones fragte, was die Band mit den 40.000 Pfund gemacht hat, die sie von der Plattenfirma bekommen hatten, antwortete dieser, schon sichtlich aufgebracht: „Wir haben das Scheißgeld ausgegeben!“ Jones wiederholte das Wort „fuck“ dann noch zwei weitere Male, was eine Seltenheit im englischen Fernsehen ist. Danach brabbelte Johnny Rotten das Wort „shit“ (Scheiße), da Bill Grundy Beethoven, Mozart und andere als gute Musik anführte. 
Als Nächstes begann der Moderator einen Plausch mit Siouxsie Sioux, welche unter dem Gefolge der Sex Pistols war. Er fragte sie, ob sie sich mit ihm nach der Sendung treffen wolle. Nun war Jones stinksauer, er nannte Grundy einen „dreckigen Saukerl“ und einen „dreckigen, alten Mann“, allerdings brachte er diese harten Schimpfworte in einer recht ruhigen Art hervor. Grundy stachelte dann Jones an, ihm noch ein paar ausfallende Worte an den Kopf zu werfen, was sich dieser auch nicht nehmen ließ; er nannte den Showmaster einen „dreckigen Bastard“, ein „Arschloch“ und einen „dreckigen Schuft“. Ohne sich empört zu zeigen, beendete Grundy die Sendung, wobei man ihn noch „Ach du Scheiße“ sagen hört, als die Band anfing zur Abspannmelodie zu tanzen.
Obgleich die Sendung nur in London ausgestrahlt wurde, wurde diese Folge zu einem landesweiten Skandal. Daraus folgte Bill Grundys Rauswurf beim Sender zwei Monate später.
Der Zwischenfall wurde zur Inspiration des 1978 entstandenen Liedes Where’s Bill Grundy Now? von den Television Personalities.